# Johann Christoph von Woellner
Johann Christoph von Woellner (Wöllner), född den 19 maj 1732 i Döberitz vid Spandau, död den 10 september 1800 på sitt gods Gross Rietz vid Beeskow, var en preussisk ämbetsman.
von Woellner var informator hos general von Itzenplitz, som 1754 kallade honom till kyrkoherde i Gross Behnitz invid Berlin, men von Woellner övergav 1760 prästkallet, skaffade sig anseende som framstående jordbrukare, gifte sig 1766 (trots motstånd från Fredrik II) med 
Itzenplitz dotter och var 1770-86 prins Henriks kammarråd. Genom ordensväsendet (särskilt rosenkreutzarnas orden) kom han i nära beröring med tronföljaren Fredrik Vilhelm, åt vilken han gav goda råd i regeringsangelägenheter och som efter sin tronbestigning (1786) adlade honom och utnämnde honom till geheimeöverfinansråd och (1788) till geheimestats- och justitieminister.
Som sådan förmådde han kungen att utfärda det mot "upplysningen" riktade, intoleranta så kallade Wöllnerska religionsediktet av den 9 juli 1788, vilket med avsättning och borgerliga straff hotade varje avvikelse av protestantiska präster eller lärare från de symboliska böckernas läror. Därpå följde censurediktet av den 19 december samma år och upprättandet (i maj 1791) av Geistliche Immediatexaminationskommission, som skulle övervaka prästerskapet och bringa religionsediktet till verkställighet. Så snart Fredrik Vilhelm III uppstigit på tronen (i november 1797), upphävde han religionsediktet (27 december) och upplöste kommissionen. Kort därefter fick von Woellner avsked utan pension (i mars 1798).